# Parahepomidion meruanum
Parahepomidion meruanum là một loài bọ cánh cứng trong họ Cerambycidae.